# Мушкатівка
Мушкаті́вка —  село в Україні, у Борщівській міській громаді Чортківського району Тернопільської області. Було центром сільради, якій підпорядковувалося село Слобідка-Мушкатівська. Населення — 1166 осіб (2001). 
У селі є ботанічні пам'ятки природи місцевого значення: «Мушкатівська бучина» і «Дуб Сонця», а також водоймище (30 га).

## Географія
Село розташоване на відстані 367 км від Києва, 90 км — від обласного центру міста Тернополя та 4 км від міста Борщів.

## Історія
Поблизу Мушкатівки виявлено археологічні пам'ятки давньоруської культури, поміж них і залишки другої світової війни в загородженні церкви.
Перша писемна згадка — 1530 року.
На початку 19 століття селом володів Максиміліан Левицький.
Діяли українські товариства «Просвіта», «Сільський господар» та інші.
З 30 червня 2016 року належить до Борщівської міської громади.
До 19 липня 2020 р. належало до Борщівського району.

## Населення
У 1810 році в селі було 133 родини, 112 житлових будинків і 812 мешканців.
У 1945 р. в село були переселені українці із села Красна (Надсяння).
За даними перепису населення 2001 року мовний склад населення села був таким:
| Мова       | Число осіб | Відсоток |
| ---------- | ---------- | -------- |
| українська |            | 99,31    |
| російська  |            | 0,51     |
| польська   |            | 0,09     |
| молдовська |            | 0,09     |

## Пам'ятки

Пам'ятник Тарасові Шевченку

Є церква святих апостолів Петра і Павла (1901, мурована, УГКЦ), каплиця святого Онуфрія (2002).
Споруджено пам'ятник Тарасу Шевченку (1991), могилу на місці поховання вояків УПА (1993), встановлено пам'ятний хрест на честь скасування панщини, насипано символічну могилу Борцям за волю України (1999).

## Соціальна сфера
Працюють загальноосвітня школа І-ІІ ступенів, Будинок культури, бібліотека, ФАП.

## Відомі люди
- Зенон Носковський — визначний військовий діяч, командир 4-ї сотні УСС.
- Євген Павлович Чубак — майстер художніх ковальських виробів.
- Василь Чубак — відомий бізнесмен, голова регіонального відділення Українського союзу промисловців та підприємців у Тернопільській області, голова Тернопільського обласного об'єднання організацій роботодавців, власник одного з найбільшого у Західній Україні Торговельно-розважального центру «Подоляни» м. Тернопіль.
- Омелян Петрович Чубак — активний діяч товариств «Просвіта» та «Луг», жертва сталінських репресій.
- Мирослава Гребенюк-Дарманчук — українська бандуристка, медсестра УПА.

## Галерея

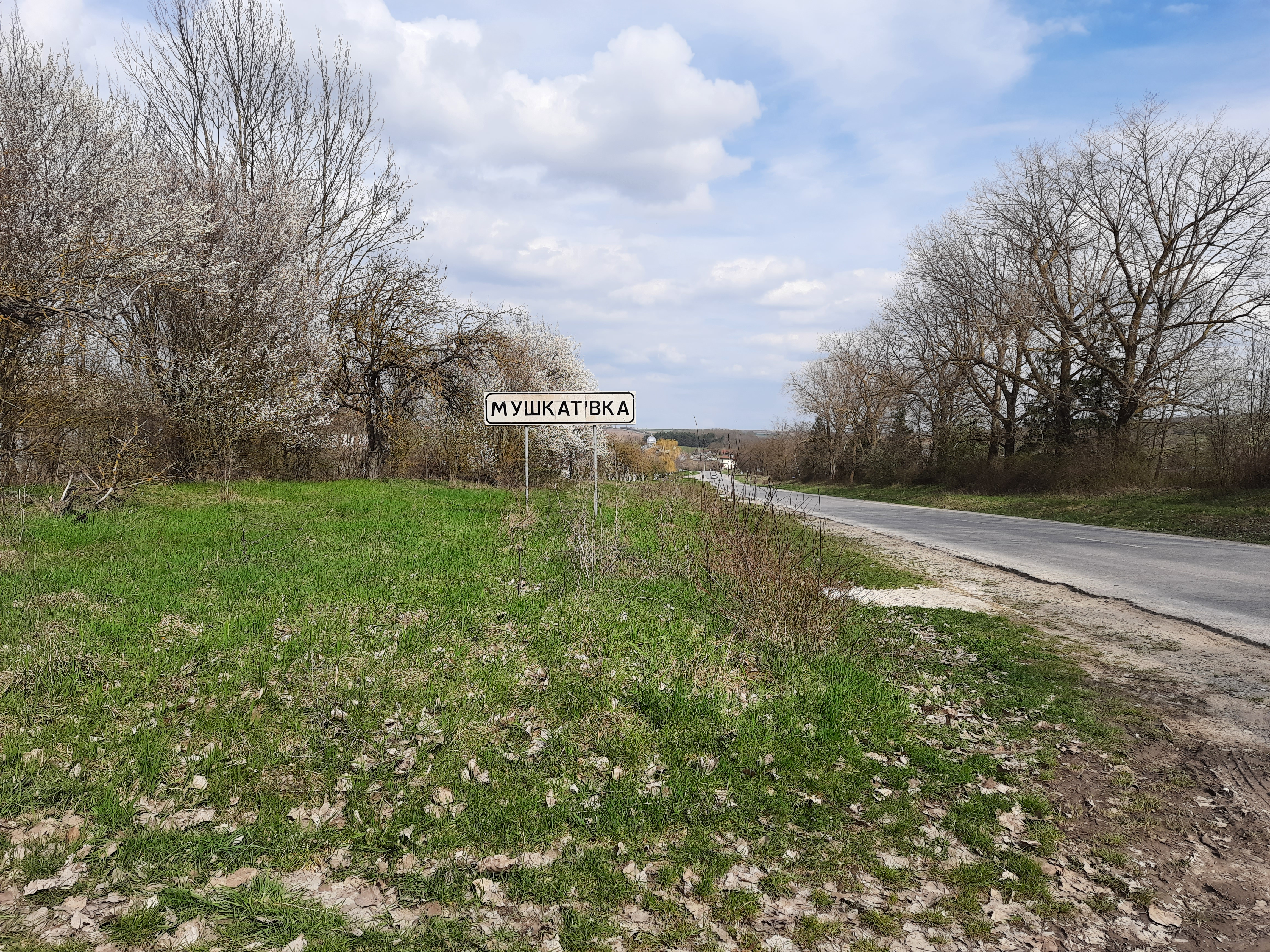
В'їзд у село
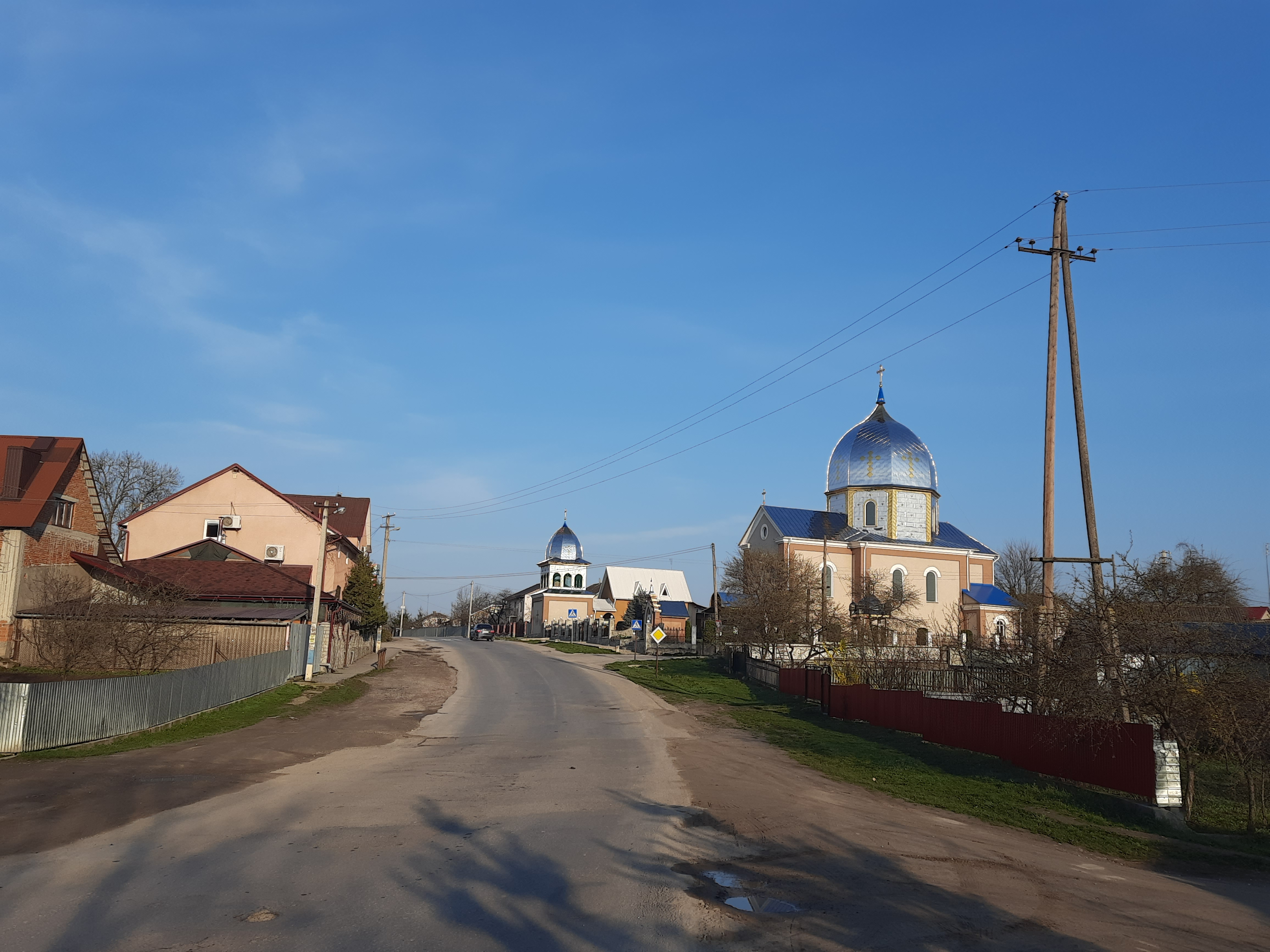
Центральна вулиця
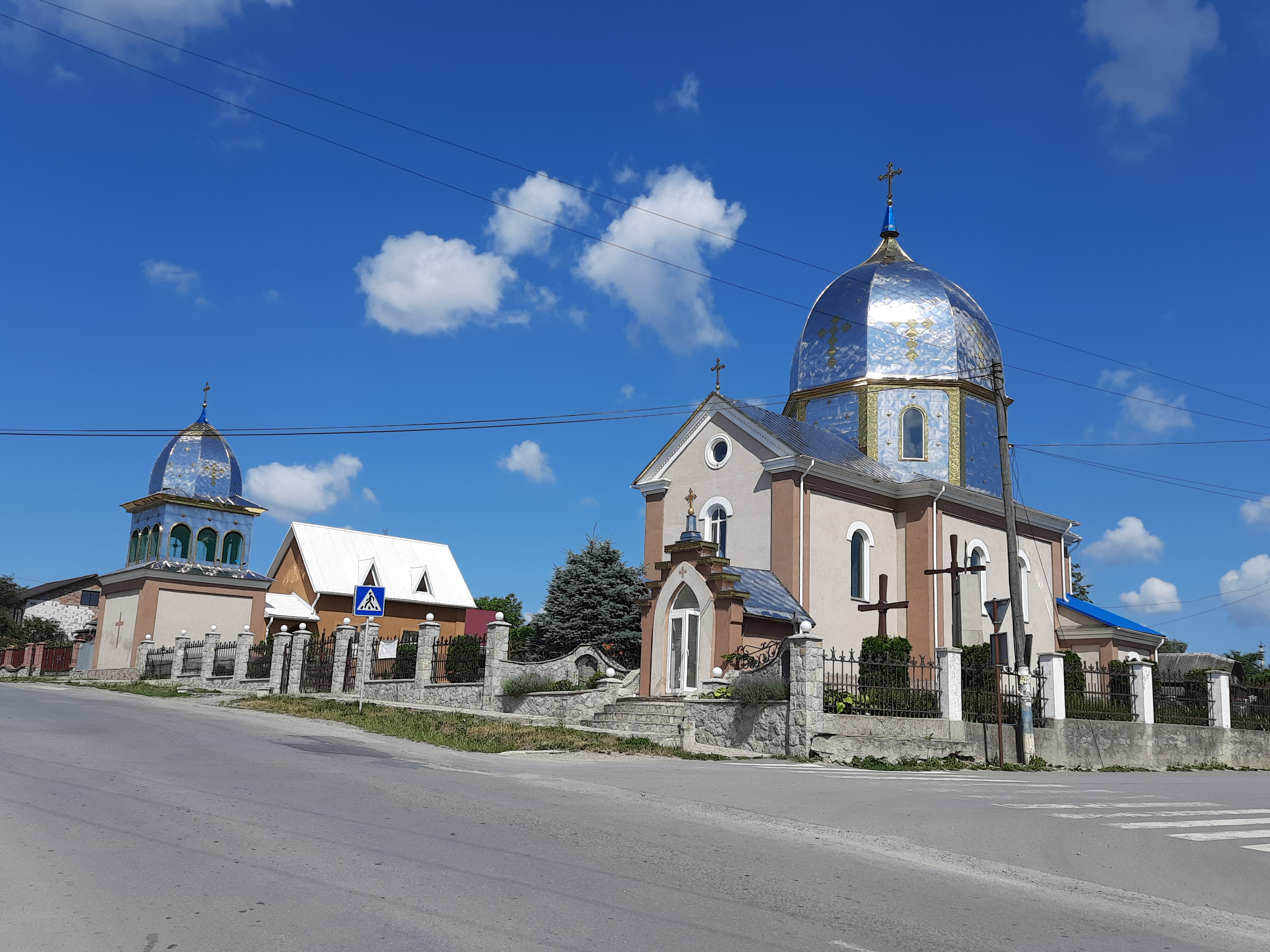
Церква Святих Петра і Павла (1901р)
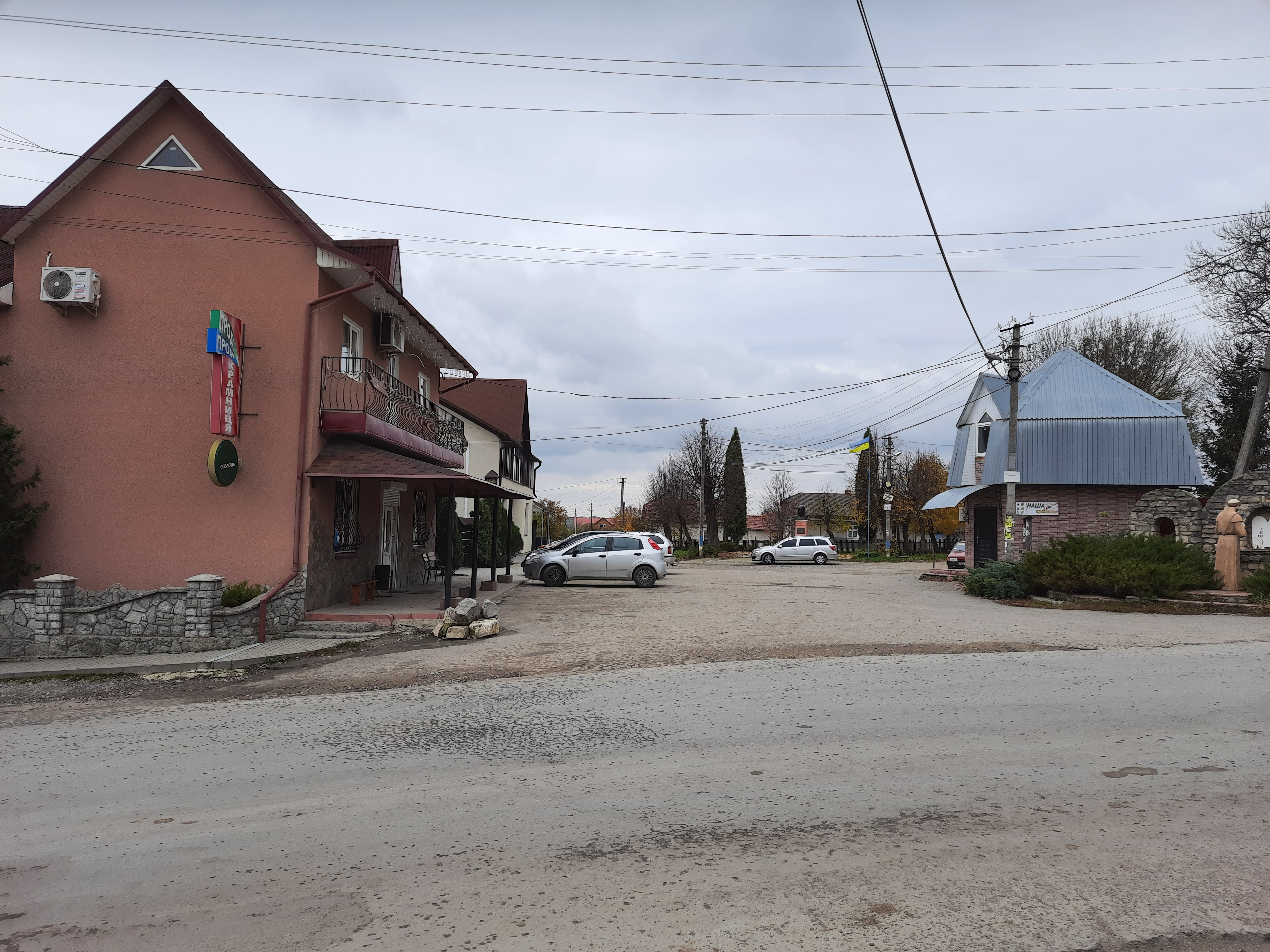
В центрі села
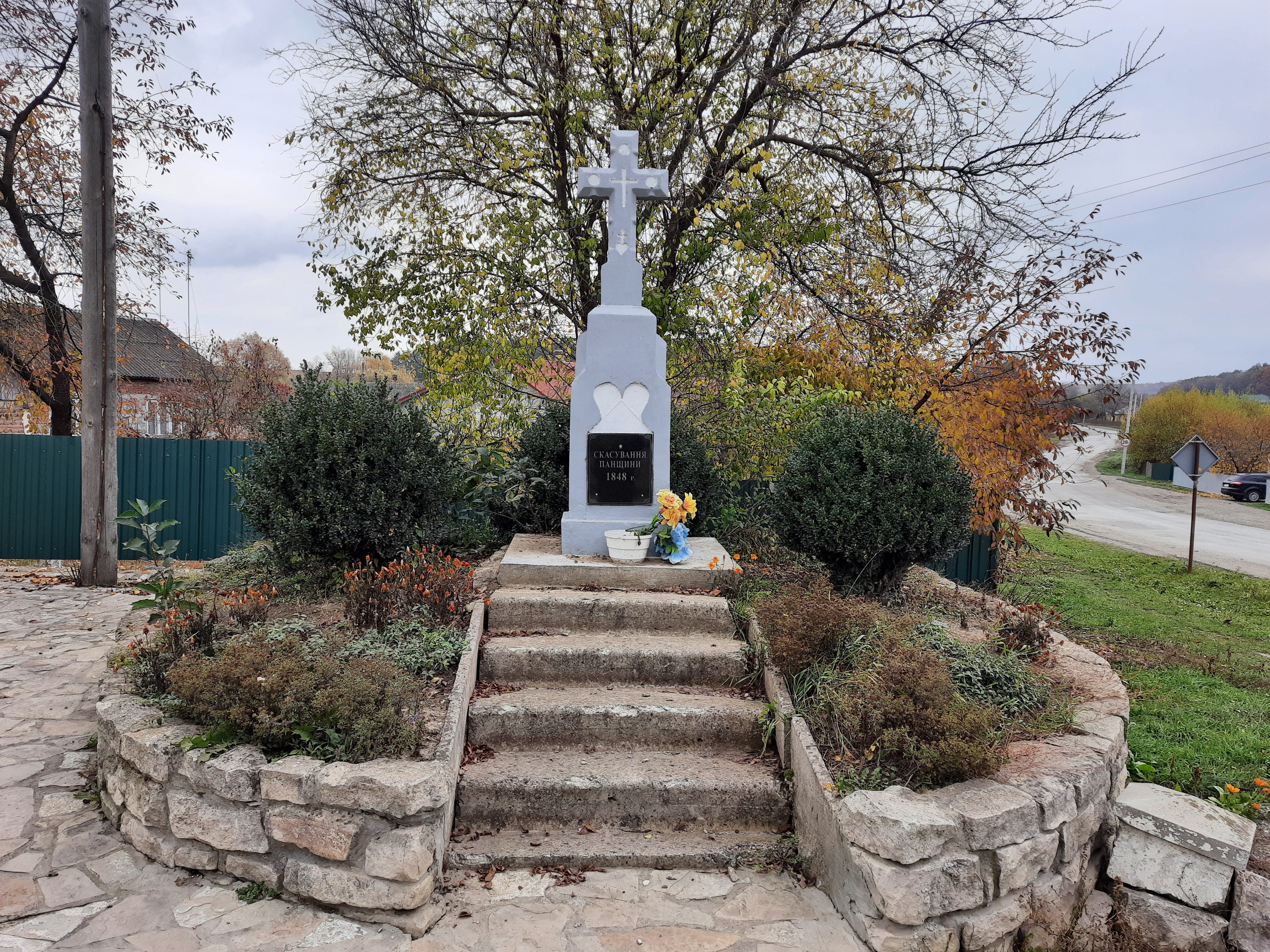
Пам'ятний хрест встановлений з нагоди скасування панщини
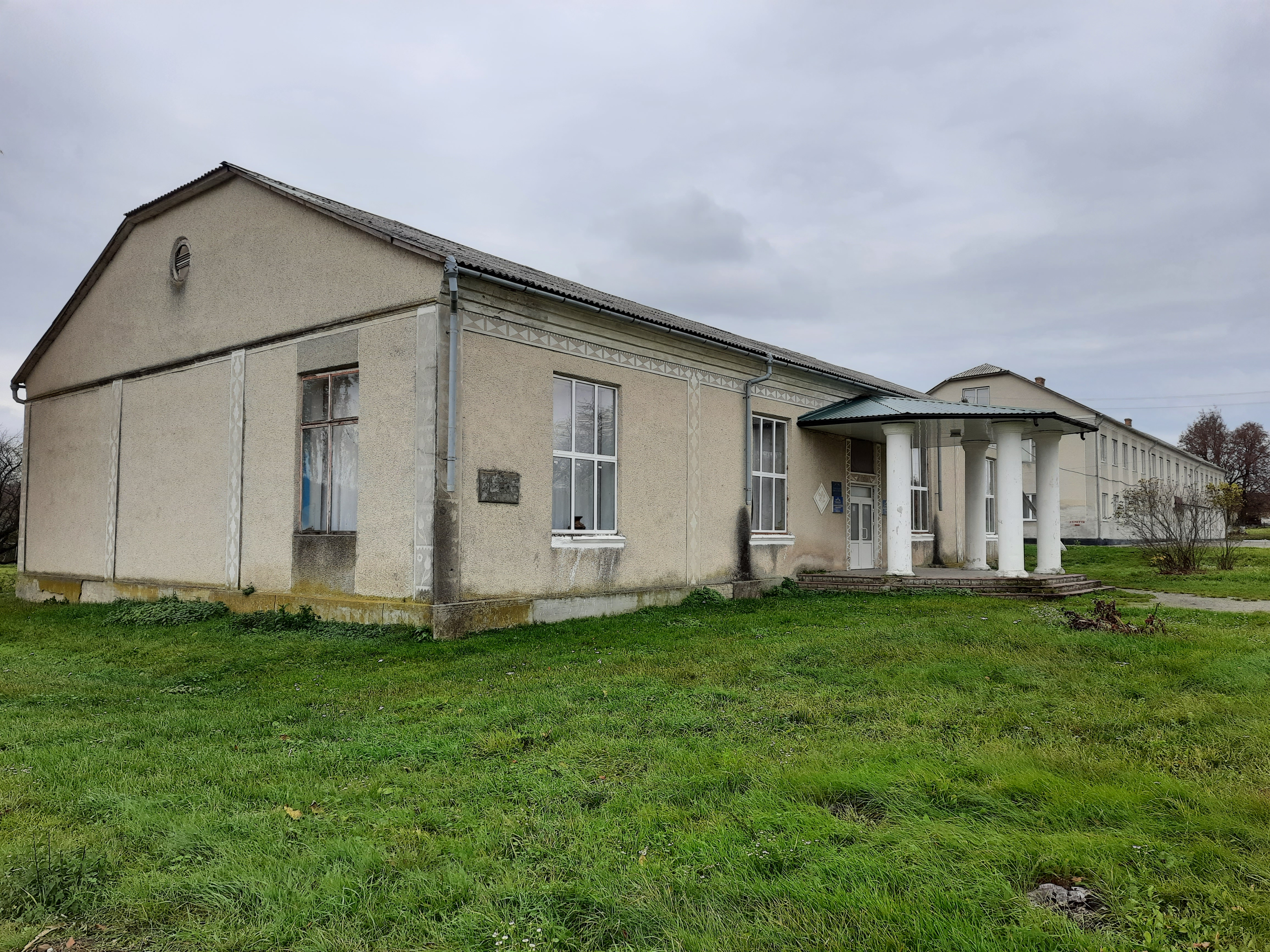
Будинок культури
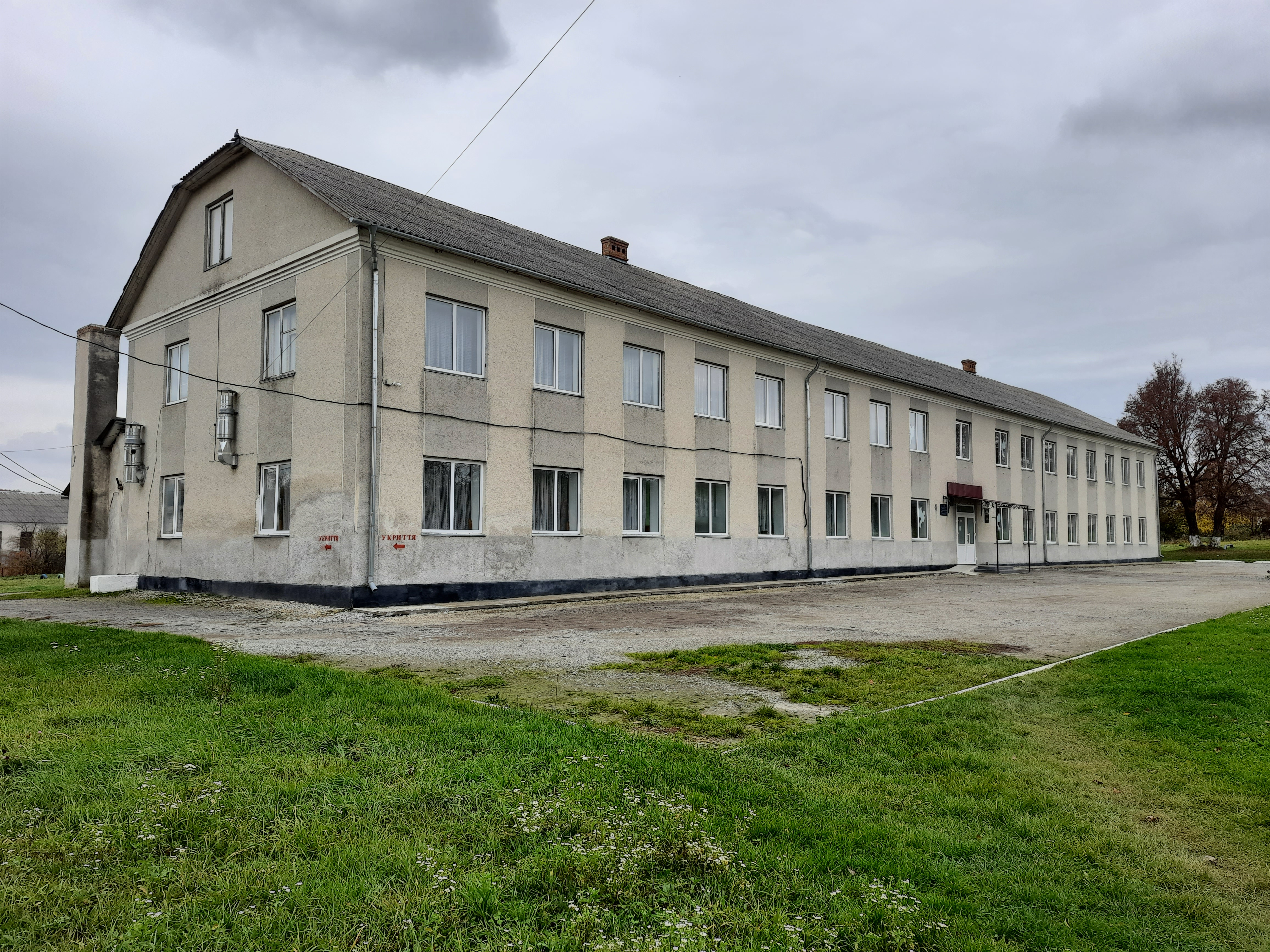
Школа
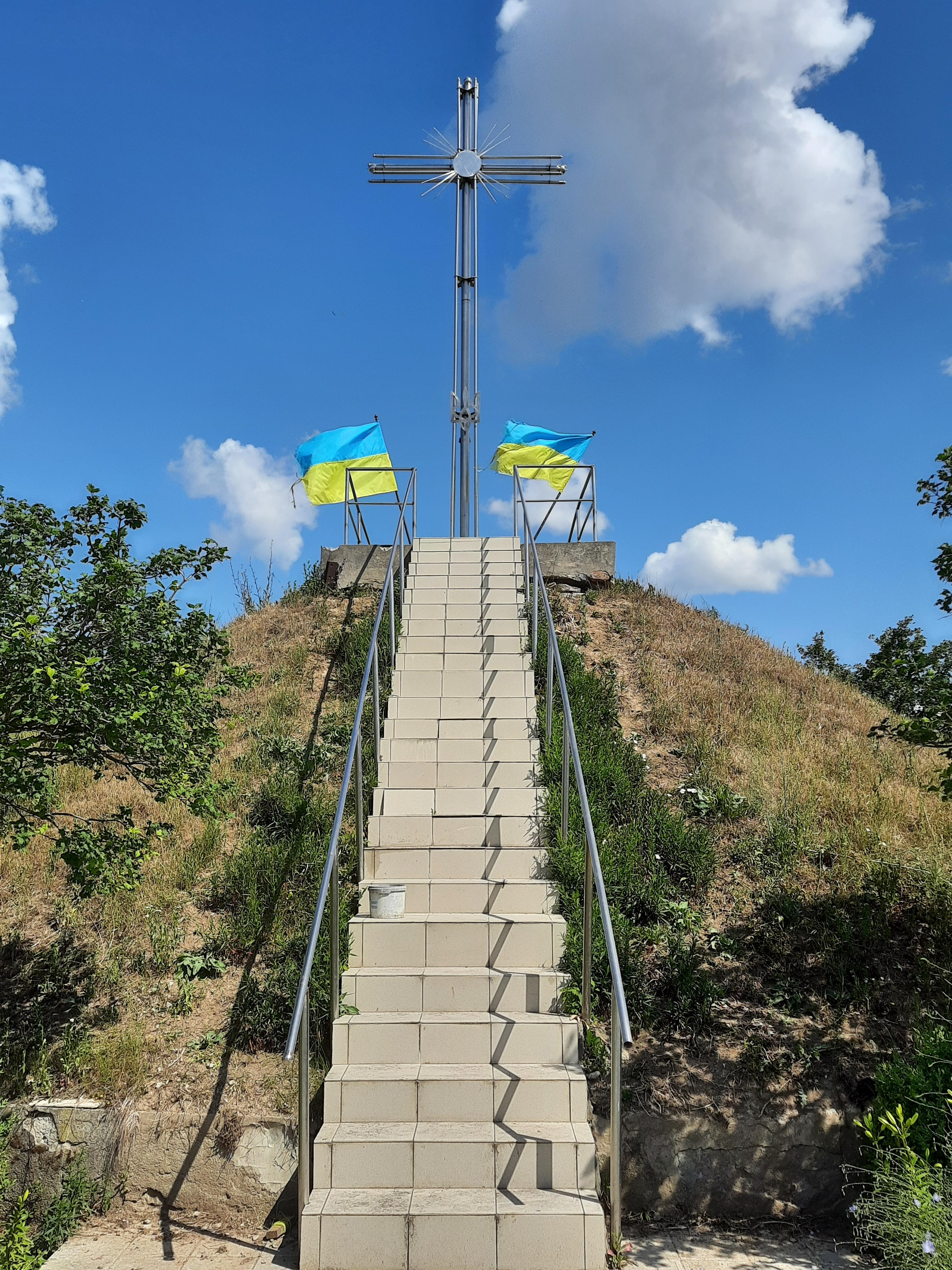
Cимволічна могила Борцям за волю України
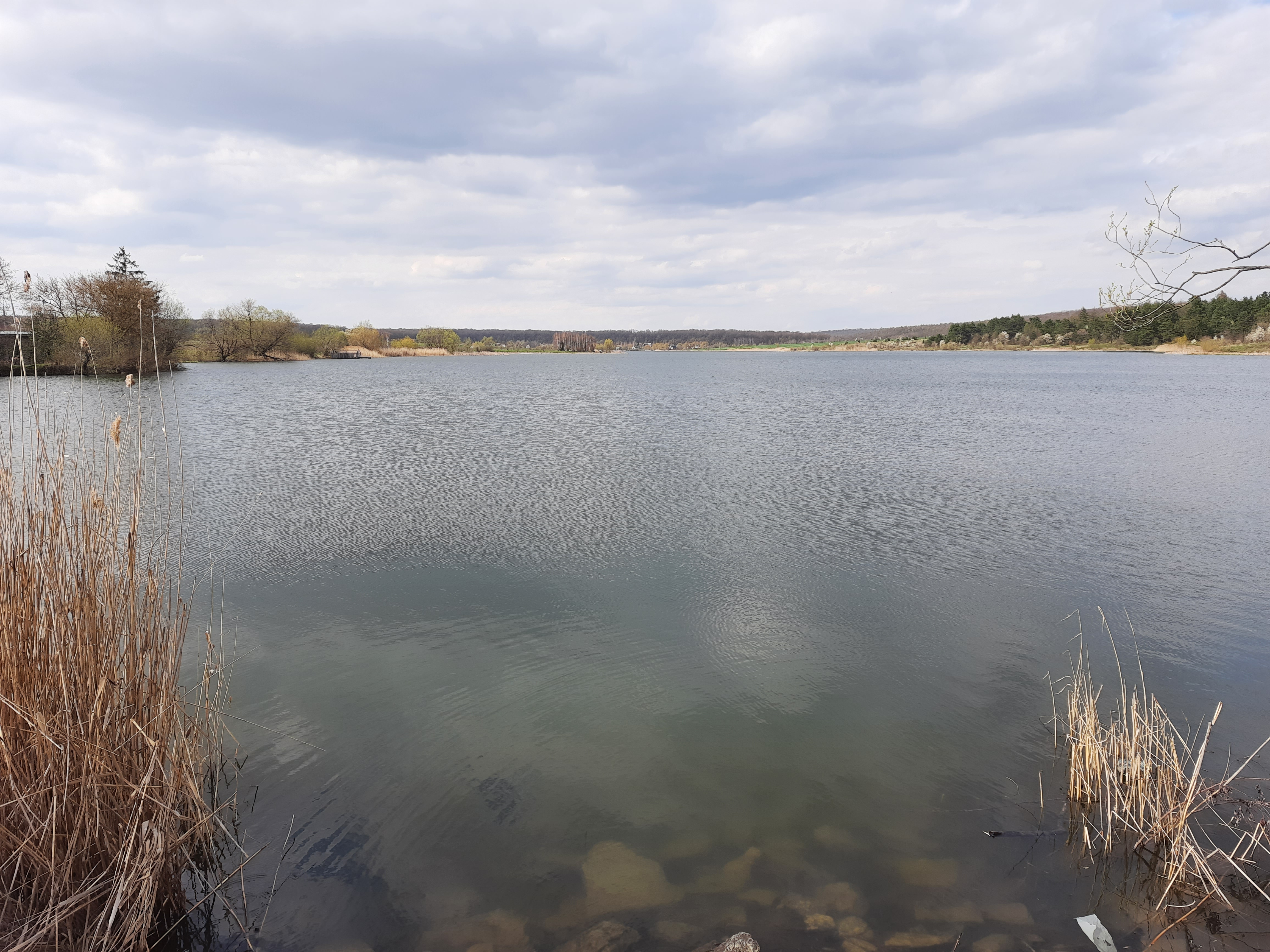
Мушкатівський став